# Natriumchloride
Natriumchloride is een zout met de formule NaCl. Dit zout wordt in het dagelijks gebruik (keuken)zout genoemd omdat het bij de bereiding van voedsel vaak gebruikt wordt als smaakmaker en conserveermiddel.

## Kristalstructuur
De kristallen van dit zout zijn kubisch-vlakgecentreerd van vorm. Dat wil dus duidelijk zeggen dat de ionen gestapeld zijn als denkbeeldige dobbelstenen; ieder chloride-ion is omgeven door zes natriumionen en ieder natriumion is omgeven door zes chloride-ionen.

## Productie
Natriumchloride wordt voornamelijk op drie manieren gewonnen: door het indampen van pekel, door het indampen van zeewater en door mijnbouw in zoutmijnen.
In Nederland wordt zout gewonnen door het indampen van pekel. De pekel wordt gemaakt door water in de grond te pompen op plaatsen waar veel zout in de grond zit. Dit is onder andere het geval bij Boekelo, Heiligerlee en Zuidwending. Het zout is achtergelaten door een oude zee, de Zechsteinzee, die ongeveer 260 miljoen jaar geleden verdampte. De Zechsteinzee strekte zich uit van Engeland tot Polen.

## Toepassing
Behalve als smaakmaker in de keuken wordt natriumchloride ook voor andere doeleinden gebruikt:
- De productie van chloor, natrium, natriumhydroxide en waterstof.
- Bestrijding van gladheid op wegen (strooizout)
- Cuvetten voor het opnemen van infrarood-spectra worden gemaakt van natriumchloride omdat het een breder doorlaatbereik heeft in het infrarood dan bijvoorbeeld glas en kwarts.
- Conserveringsmiddel voor voedsel, zoals in zoute haring

## De biologische rol van natriumchloride
Natriumchloride is essentieel voor alle organismen op aarde. Natriumchloride is onder andere noodzakelijk voor een gezonde vochthuishouding in het lichaam omdat het mede de osmotische waarde van de intracellulaire en extracellulaire vloeistoffen bepaalt.